# Нильссон, Андреас
Андреас Нильссон (швед. Andreas Nilsson; род. 12 апреля 1990 года, Треллеборг) — шведский гандболист, линейный, выступающий за клуб «Веспрем» и сборную Швеции.

## Карьера

### Клубная
Начинал играть в клубе «Треллеборг», выступал в нём до 2009 года. В 2010 году Экберг перешёл в «Шёвде». В 2012 году Никлас Экберг перешёл в немецкий клуб «Гамбург», в составе которого выигрывал Лигу чемпионов в сезоне 2012/13. С 2014 года играет за венгерский клуб «Веспрем», в 2023 году стал капитаном команды.
Признан лучшим гандболистом Швеции в 2016 году.
За сборную Швеции выступает с 2010 года. В 2012 году стал серебряным призёром Олимпийских игр в Лондоне. Сыграл за сборную более 140 матчей и забросил более 300 мячей.

## Награды

### Клубные
- Чемпион Венгрии: 2015, 2016, 2017, 2019
- Обладатель Кубка Венгрии: 2015, 2016, 2017, 2018
- Победитель Лиги чемпионов ЕГФ: 2012/13
- Серебряный призёр летних Олимпийских игр: 2012